# 亨利·佩勒姆
亨利·佩勒姆（英語：Henry Pelham，1694年9月25日—1754年3月6日），英國輝格黨政治家，曾任首相（1743年8月27日－1754年3月6日），任內逝世。繼任人為其長兄紐卡素公爵。

## 早年

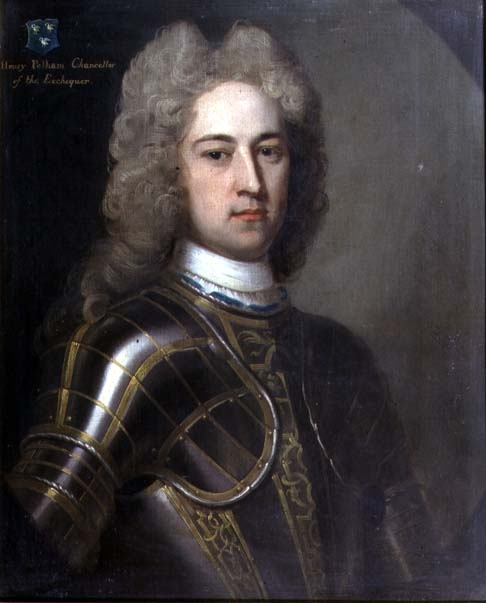
佩勒姆肖像，作畫年份不詳，約1720年。

亨利·佩勒姆，佩勒姆男爵之子，生於1694年萨塞克斯郡劳顿（Laughton, East Sussex）。佩勒姆早年受教於西敏公學（Westminster School），後入赫特福德堂。為紀念這位首相，今日牛津大學知名的飲酒俱樂部就名為亨利·佩勒姆爵士紳士運動俱樂部（Sir Henry Pelham Gentlemen's Sporting Society）。在1715年的普雷斯顿戰役（Battle of Preston）中，佩勒姆自願加入多馬騎兵團作戰。戰役結束后，佩勒姆在歐洲大陸停留了一段時間。1717年，他返國競逐锡福德國會議席，成功進入下議院。

## 進入政府
1721年，在家族的支持與羅伯特·沃波爾爵士的推薦下，佩勒姆獲委任為財政部委員（Lord of the Treasury）。次年，他回到故鄉萨塞克斯郡。1724年，他以軍務大臣（Secretary at War）官職進入內閣。在特许权税問題上，他支持沃波爾，博得後者青睞。他、紐卡素公爵與沃波爾常在诺福克郡霍頓堂（Houghton Hall）聚會，商討政策。聚會以諾福克會議（Norfolk Congress）一名知名。1739年，他與沃波爾一道創立了公益機構芳德鄰醫院（Foundling Hospital）。

## 首相

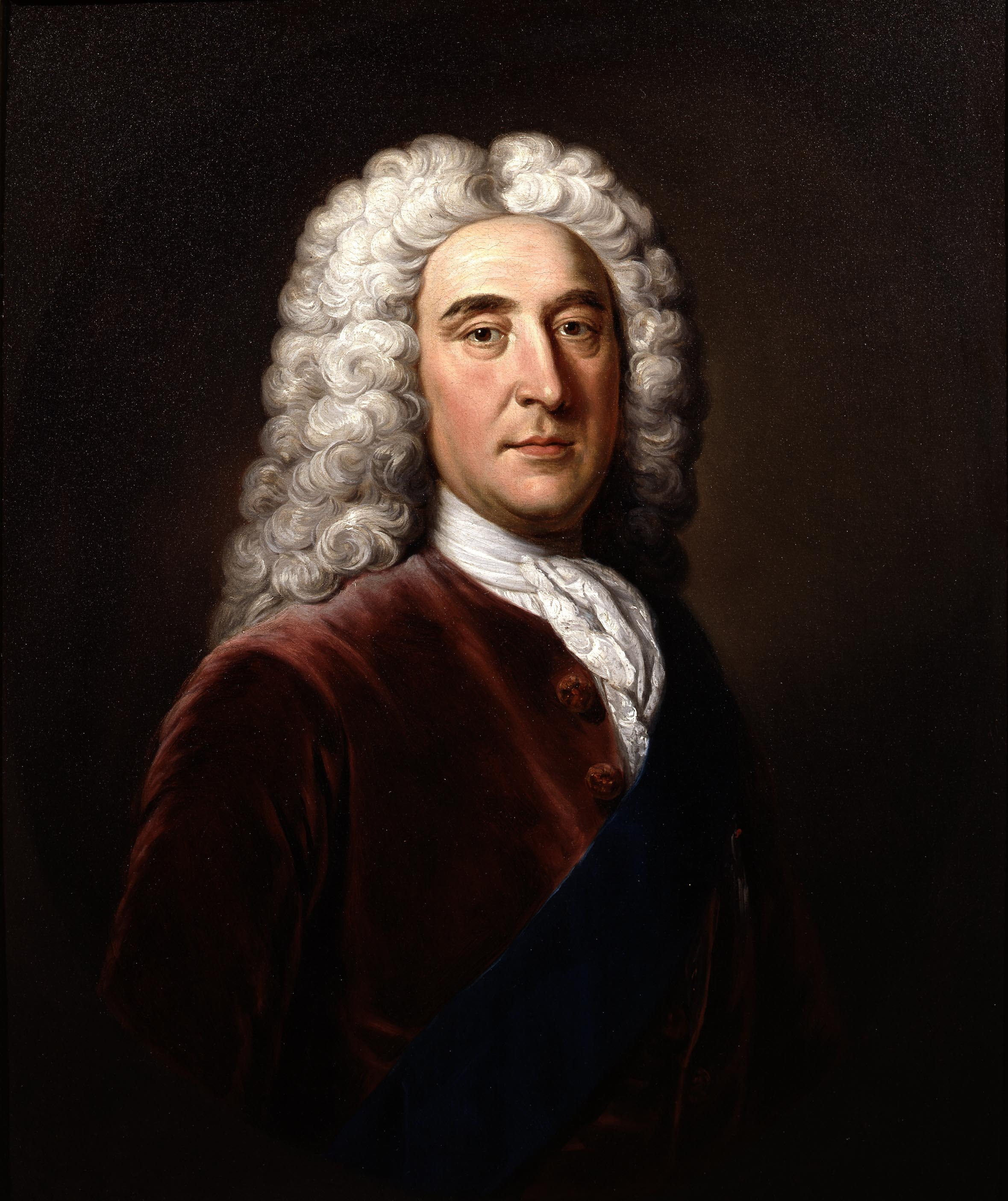
佩勒姆長兄紐卡素公爵。

1742年，各黨組成聯合政府，次年，佩勒姆出任第一財政大臣、財政大臣與下議院領袖。1744年，重臣卡特里特爵士（Sir Carteret）被迫退出內閣，佩勒姆開始領導內閣。然而，隨著沃波爾的逝世，佩勒姆的長兄的影響力變得十分巨大，兄弟間的關係一度緊張。
1746年，佩勒姆內閣集體請辭，英皇喬治二世繼而邀請巴斯伯爵（Earl of Bath）領導內閣，卻因缺乏支持，遭到失敗。
1748年，結束奧地利王位繼承戰爭，厭戰的民眾十分支持他的外交政策，幾乎沒有反對聲音。
1749年，國會通過合併法令（Consolidation Act），皇家海軍因而重整。
1751年3月20日，國會通過更改曆法的法令（新年日改為1月1日）。次年，國會更通過改用格里曆的法令（1750年新曆法令，Calendar (New Style) Act 1750 ）。佩勒姆任期內最後的兩個法令。第一個法令是1753年猶太法令（Jew Act of 1753），根據法令條文，猶太人可以競逐國會議員席位。第二個法令是1753年婚姻法令，列明最低結婚年齡。1754年3月6日，佩勒姆逝世，佩勒姆長兄紐卡素公爵接管政府。

## 成就
佩勒姆獨立特行、有著適度的自尊與高尚的政治風度。此外，他政治手腕老練，對下議院有著透徹的認識。他所領導的內閣間中會出現紛爭，但從未白熱化。後人對他的金融政策評價甚高，而各項政策中，受到最多稱讚的是減少、精簡國債的舉動。

## 個人生活

亨利·佩勒姆盾徽。

1726年，佩勒姆娶拉特蘭公爵（Duke of Rutland）之女凱瑟琳·曼納貴女（Lady Catherine Manners）為妻。夫婦育有四女：
- 凱瑟琳（Catherine，1727年 - 1760年），1744年嫁林肯伯爵（Earl of Lincoln）。[2]
- 法蘭西斯（Frances，1728年 - 1824年），終身未婚。[2]
- 格蕾丝（Grace，1735年 - 1777年），1752年嫁劉易斯·華生。[2]
- 瑪麗（Mary，1739年 - ？），終身未婚。[2]

佩勒姆個人手稿現藏於諾定咸大學手稿及特殊藏品儲藏庫（Manuscripts and Special Collections, The University of Nottingham）。

## 榮銜
- Mr. Henry Pelham （1694年 – 1706年）
- The Hon. Henry Pelham (1706年 - 1717年）
- The Hon. Henry Pelham, MP （1717年 - 1725年）
- The Rt. Hon. Henry Pelham, MP （1725年 – 1754年）